# سوزان همفريز
سوزان همفريز هي متزلجة فنية كندية، ولدت في 30 أكتوبر 1975 في موسجاو في كندا.

## وصلات خارجية
- سوزان همفريز على موقع أوليمبيديا (الإنجليزية)
- سوزان همفريز على موقع اللجنة الأولمبية الكندية (الإنجليزية)